# Jolsibaquil
Jolsibaquil es una localidad del estado mexicano de Chiapas. Es parte del municipio de Tila.

## Demografía
| Gráfica de evolución demográfica |
|                                  |

| Censo | Población |
| ----- | --------- |
| 1960  | 558       |
| 1970  | 543       |
| 1980  | 517       |
| 1990  | 712       |
| 2000  | 890       |
| 2010  | 1 103     |
| 2020  | 1 400     |